# Friedrich-Schiller-Straße
Friedrich-Schiller-Straße bzw. Friedrich-von-Schiller-Straße, manchmal auch nur Schillerstraße, sind nach dem Dichter Friedrich Schiller (1759–1805) benannt. Die ältesten Schillerstraßen stammen aus der Zeit der Feiern zum 100. Geburtstag des Dichters.
Schillerstraße steht in der Liste der häufigsten Straßennamen in Deutschland mit 2.163 Straßen dieses Namens auf dem 12. Platz.

## Bekannte Schillerstraßen
| Artikel                                  | Ort                     | Frühere Namen          | Jahr der Benennung | Besonderheiten                                                                                    |
| ---------------------------------------- | ----------------------- | ---------------------- | ------------------ | ------------------------------------------------------------------------------------------------- |
| Schillerstraße (Aachen)                  | Aachen                  |                        |                    | Nelson-Mandela-Park (Schillerstraße Ecke Goethestraße)                                            |
| Schillerstraße (Alsfeld)                 | Alsfeld                 |                        |                    | Albert-Schweitzer-Schule Alsfeld (Schillerstraße 1)                                               |
| Schillerstraße (Bad Reichenhall)         | Bad Reichenhall         |                        |                    | Liste der Straßen und Plätze der Stadt Bad Reichenhall                                            |
| Friedrich-von-Schiller-Straße (Bayreuth) | Bayreuth                |                        |                    |                                                                                                   |
| Schillerstraße (Berlin-Wilmersdorf)      | Berlin-Wilmersdorf      |                        | 1872               |                                                                                                   |
| Schillerstraße (Bremerhaven)             | Bremerhaven             |                        |                    | Christuskirche Bremerhaven-Geestemünde (Schillerstraße 1)                                         |
| Schillerstraße (Cottbus)                 | Cottbus                 | Weststraße             | 1908               | im Zusammenhang mit dem Bau des Staatstheaters am Viehmarkt, der in Schillerplatz umbenannt wurde |
| Schillerstraße (Crailsheim)              | Crailsheim              |                        |                    | Amtsgericht Crailsheim (Schillerstraße 1)                                                         |
| Schillerstraße (Cuxhaven)                | Cuxhaven                | Alte Deichstraße       | 1905               |                                                                                                   |
| Schillerstraße (Dresden)                 | Dresden                 |                        |                    | Schillerhäuschen (Schillerstraße 19)                                                              |
| Schillerstraße (Eisenberg)               | Eisenberg               |                        |                    | Friedrich-Schiller-Gymnasium Eisenberg (Schillerstraße 1)                                         |
| Schillerstraße (Erfurt)                  | Erfurt                  |                        |                    | Erfurter Stadtring#Schillerstraße (Süden)                                                         |
| Schillerstraße (Erlangen)                | Erlangen                |                        |                    | Liste der Baudenkmäler in Erlangen/S#Schillerstraße, Marie-Therese-Gymnasium                      |
| Schillerstraße (Frankfurt am Main)       | Frankfurt am Main       |                        |                    | Frankfurter General-Anzeiger#Schillerstraße                                                       |
| Schillerstraße (Fürth)                   | Fürth                   |                        |                    | Liste der Baudenkmäler in Fürth/S#Schillerstraße                                                  |
| Schillerstraße (Greifswald)              | Greifswald              |                        | 1946               |                                                                                                   |
| Schillerstraße (Hannover)                | Hannover                | Reitwallstraße         | 1859               | Schillerdenkmal (Hannover)#Schillerstraße, anlässlich des 100. Geburtstages                       |
| Schillerstraße (Heidenheim)              | Heidenheim an der Brenz | Friedrich-Ebert-Straße | 1933               |                                                                                                   |
| Schillerstraße (Heilbronn)               | Heilbronn               |                        |                    |                                                                                                   |
| Schillerstraße (Jüterbog)                | Jüterbog                | Bleichhag              | 1905               | anlässlich des 100. Todestages, Goethe-Schiller-Gymnasium (Jüterbog) (Schillerstraße 42/50)       |
| Schillerstraße (Karlsruhe)               | Karlsruhe               |                        |                    | Liste der Kulturdenkmale in Karlsruhe-Weststadt #Schillerstraße                                   |
| Schillerstraße (Kassel)                  | Kassel                  |                        |                    |                                                                                                   |
| Schillerstraße (Kiel)                    | Kiel                    |                        | 1900               |                                                                                                   |
| Schillerstraße (Langgöns)                | Langgöns                |                        |                    | Schillerstraße 57 (Lang-Göns)                                                                     |
| Schillerstraße (Leipzig)                 | Leipzig                 |                        |                    |                                                                                                   |
| Schillerstraße (Lüdenscheid)             | Lüdenscheid             |                        |                    | Innenstadt (Lüdenscheid)#Schillerstraße                                                           |
| Schillerstraße (Lüneburg)                | Lüneburg                |                        |                    | Zentralfriedhof                                                                                   |
| Schillerstraße (Ludwigsburg)             | Ludwigsburg             |                        |                    |                                                                                                   |
| Schillerstraße (Ludwigshafen-Oggersheim) | Ludwigshafen-Oggersheim | Speyerer Straße        | 1859               | Schillerhaus (Oggersheim), Straßen und Plätze in Ludwigshafen am Rhein/S#Schillerstraße           |
| Schillerstraße (Mainz)                   | Mainz                   |                        |                    |                                                                                                   |
| Schillerstraße (Mannheim-Feudenheim)     | Mannheim-Feudenheim     | Friedhofsstraße        | 1910               |                                                                                                   |
| Schillerstraße (Mönchengladbach)         | Mönchengladbach         | Franzstraße            | 1909               |                                                                                                   |
| Schillerstraße (München)                 | München                 | Sing-Straße            | 1860               |                                                                                                   |
| Schillerstraße (Neuss)                   | Neuss                   |                        |                    | Wohnhausgruppe Weberstraße 6–20, Körnerstraße 21–35 und Schillerstraße 54–74 in Neuss             |
| Schillerstraße (Quedlinburg)             | Quedlinburg             |                        | 1945, Dezember     |                                                                                                   |
| Schillerstraße (Radebeul)                | Radebeul                |                        |                    | Fünffamilienhaus Schillerstraße 15 (Radebeul), Villa August Koebig (Schillerstraße 18)            |
| Schillerstraße (Titisee-Neustadt)        | Titisee-Neustadt        |                        | 1905               | anlässlich des 100. Todestages                                                                    |
| Schillerstraße (Weimar)                  | Weimar                  |                        |                    | Schillerhaus Weimar (Schillerstraße 12)                                                           |
| Schillerstraße (Wuppertal)               | Wuppertal               |                        |                    | Schillerstraße 1                                                                                  |

## Varia
Aufgrund der häufigen Namensgebung wurde der Straßenname auch für das Spiel Monopoly ausgewählt.